# 도요토미역
도요토미역(일본어: 豊富駅)은 일본 홋카이도 데시오 군 도요토미정에 위치한 홋카이도 여객철도 소야 본선의 철도역이다. 역 번호는 W74이며, 상대식 승강장 2면 2선의 구조를 갖춘 지상역이다.

## 타는 곳
| 1 | ■ 소야 본선 | 상행 | 나요로 방면   |
| 2 | ■ 소야 본선 | 하행 | 왓카나이 방면 |

## 역 주변
- 국도 제40호선
- 도요토미 정청
- 왓카나이 신용금고 도요토미 지점
- 도요토미 온천

## 역사
- 1926년 9월 25일 : 일본 철도성의 역으로서 개업. 일반역.
- 1940년 2월 13일 : 닛소 탄광 데시오 광업소 전용 철도 도요토미 - 잇코 간 16.7 km 개업.
- 1972년 7월 29일 : 닛소 탄광 데시오 광업소 전용 철도 전 노선 폐지.
- 1984년
  - 2월 1일 : 화물 · 소화물 취급 폐지.
  - 11월 10일 : 출 · 개찰 업무 폐지, 간이 위탁화.
- 1986년 11월 1일 : 전자 폐색화에 수반해 연사 폐색 운전요원 무인화.
- 1987년 4월 1일 : 일본국유철도 분할 민영화에 의해, 홋카이도 여객철도가 승계.

## 인접 역
| 소야 본선                    | 소야 본선   | 소야 본선                    |
| ---------------------------- | ----------- | ---------------------------- |
| W73 시모누마 아사히카와 방면 | ■ 소야 본선 | 가부토누마 W76 왓카나이 방면 |